# Marty Balin

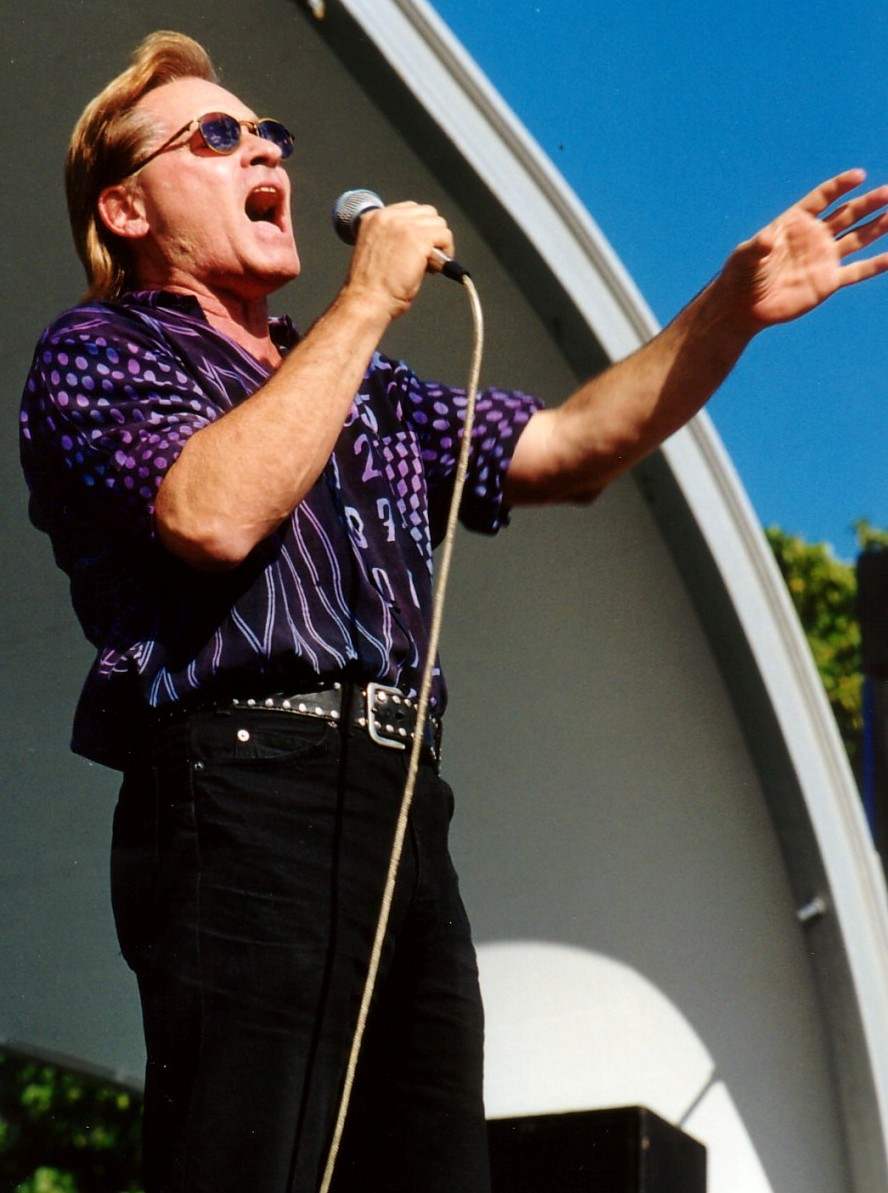
Marty Balin (2006)

Marty Balin (* 30. Januar 1942 in Cincinnati, Ohio, als Martyn Jerel Buchwald; † 27. September 2018 in Tampa, Florida) war ein amerikanischer Rockmusiker (Gesang, Gitarre, Mundharmonika). Er war Mitbegründer der Rockband Jefferson Airplane.

## Leben und Karriere
Balin war der Sohn jüdischer Einwanderer aus Osteuropa und kam mit vier Jahren nach Kalifornien. Balin, der in San Francisco an der San Francisco State University studierte, wollte ursprünglich Maler werden. Seine Teilnahme an einer Produktion des Musicals West Side Story weckte jedoch seine Liebe zur Musik, die von dem Sänger Johnny Mathis unterstützt wurde. 1962 änderte er seinen Namen zu Balin und nahm die Singles Nobody But You und I Specialize In Love auf. Er war der Sänger der Gruppe Town Criers und Mitglied der Gateway Singers.
1965 traf er Paul Kantner, mit dem er Jefferson Airplane gründete. Die Band fand in den etablierten Musikclubs keine Auftrittsmöglichkeit, und so eröffnete Balin zusammen mit drei Partnern den Club The Matrix in der Fillmore Street in San Francisco. Jefferson Airplane hatte dort am 13. August 1965 ihren ersten Auftritt. Zunächst spielten sie Folk Rock, wurden aber bald eine treibende Kraft des aufkommenden Psychedelic Rock.

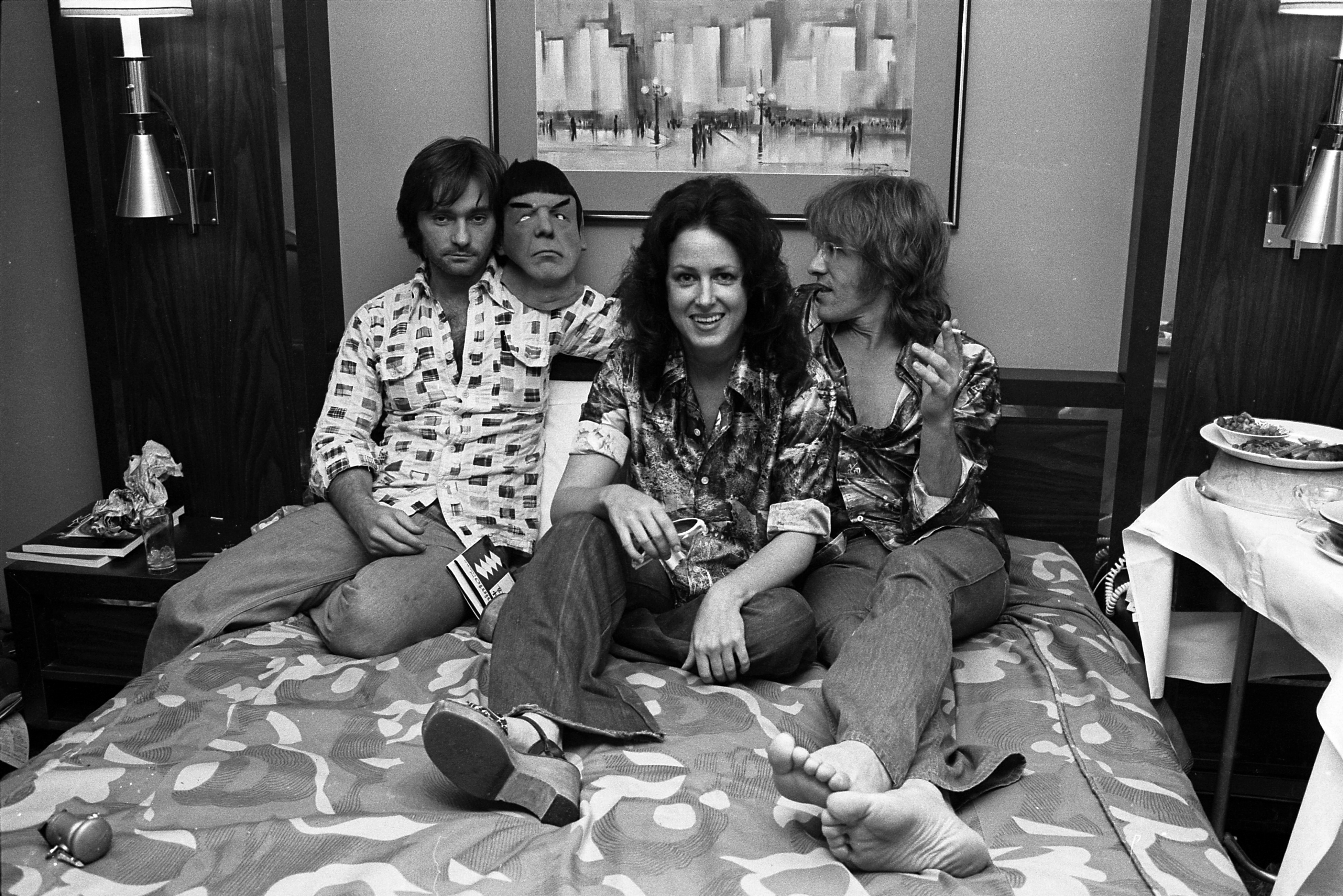
Marty Balin (links) mit Grace Slick und Paul Kantner (1977)

Balin verließ die Gruppe 1971 unter anderem wegen des Drogenkonsums der Mitglieder. Seine Band Bodacious D. F. bestand nur kurz und produzierte ein einziges Album. 1975 kam er zu seiner ursprünglichen Band zurück, die sich mittlerweile in Jefferson Starship umbenannt hatte. Sein Song Miracles wurde ein Hit.
1978 begann Balin eine Solokarriere. Zwischen 1981 und 2016 nahm er 13 Alben auf, von denen das erste das erfolgreichste war und Platz 35 in den US-Charts erreichte. Daraus wurden die Titel Hearts und Atlanta Lady ausgekoppelt. 1979 war er Mitautor und Produzent der Rockoper Rock Justice. Mit Paul Kantner und Jack Casady, seinen alten Kollegen von Jefferson Airplane, gründete er 1985 die KBC Band. 1989 nahm er an der Jefferson Airplane Reunion Tour teil und nahm ein entsprechendes Album dazu auf.
Marty Balin war danach weiterhin solo aktiv, beteiligte sich aber von 1993 bis 2003 auch an Kantners Jefferson Starship – The Next Generation.
2016 wurde Balin mit einem Grammy Award für sein Lebenswerk ausgezeichnet und 1996 mit Jefferson Airplane in die Rock and Roll Hall of Fame aufgenommen.
Balin war dreimal verheiratet und hatte zwei Töchter aus den ersten beiden seiner Ehen.

## Diskografie

### Studioalben
| Jahr | Titel | Höchstplatzierung, Gesamtwochen, AuszeichnungChartsChartplatzierungen (Jahr, Titel, Platzierungen, Wochen, Auszeichnungen, Anmerkungen) | Anmerkungen                            |
| Jahr | Titel | US | Anmerkungen                            |
| ---- | ----- | --- | -------------------------------------- |
| 1981 | Balin | US35 (23 Wo.)US | Erstveröffentlichung: 11. Mai 1981     |
| 1983 | Lucky | US156 (6 Wo.)US | Erstveröffentlichung: 11. Februar 1983 |

Weitere Veröffentlichungen
- 1983: There’s No Shoulder (EP)
- 1990: Balince
- 1991: Better Generation
- 1995: Wish I Were
- 1997: Freedom Flight
- 1999: Greatest Hits
- 2003: Marty Balin
- 2008: Nashville Sessions
- 2009: Time For Every Season
- 2009: The Lost Studio Recordings
- 2009: Mercy of the Moon: The Best of
- 2010: Blue Highway
- 2011: Rare Studio & Live Recordings 1980-82
- 2011: The Witcher
- 2015: Good Memories
- 2016: The Greatest Love

### Singles
| Jahr | Titel Album                                    | Höchstplatzierung, Gesamtwochen, AuszeichnungChartsChartplatzierungen (Jahr, Titel, Album, Platzierungen, Wochen, Auszeichnungen, Anmerkungen) | Anmerkungen                        |
| Jahr | Titel Album                                    | US | Anmerkungen                        |
| ---- | ---------------------------------------------- | --- | ---------------------------------- |
| 1981 | Hearts Balin                                   | US8 (21 Wo.)US | Erstveröffentlichung: Mai 1981     |
| 1981 | Atlanta Lady (Something About Your Love) Balin | US27 (13 Wo.)US | Erstveröffentlichung: August 1981  |
| 1983 | What Love Is Lucky                             | US63 (6 Wo.)US | Erstveröffentlichung: Februar 1983 |